# Rudna, Timiș
Rudna (sârbă Рудна/Rudna) este un sat în comuna Giulvăz din județul Timiș, Banat, România. Conacul din sat datează din secolul XIX.

## Istorie
O descriere a satului este relatată de dr. Samu Borovszky, în Magyarország vármegyéi és városai: Torontál vármegye, din anul 1911:
„Rudna este o comună mare lângă Timiș. Ea are 262 de case și 1787 de locuitori, în principal de etnie sârbă și religie creștină ortodoxă. Comuna are birou poștal, telegraf și stație de tren. În Evul Mediu, Rudna făcea parte din comitatul Timiș. Prima mențiune a localității sub numele de Ruda (Rwda) apare într-un registru papal de impozite din anii 1332-1337, ca loc cu biserică. În 1429, familia Rudai Csanád deținea pământurile din zonă. În perioada ocupației otomane, satul nu a fost distrus. În recensământul din 1717, Rudna aparținea districtului Csákovar și avea 30 de case locuite. Pe harta contelui Mercy din anii 1723-1725, apare ca o localitate locuită. Conform hărții militare din 1761, Rudna era locuită de sârbi. În 1779, a fost inclusă în comitatul Torontal. În 1781, Rudna a fost achiziționată de Nikolics János și Mirievoi Jankovics. În 1783, o parte din locuitorii sârbi au migrat în Frontieră și au fost înlocuiți cu germani. Până în 1848, familia Nikolics deținea proprietățile din comună, iar în prezent, baronul Nikolics Fedor este cel mai mare proprietar. Această familie a construit două castele în zonă, care sunt de asemenea deținute de baronul Nikolics Fedor în prezent. Locuitorii comunei au o cooperativă de credit. Biserica greco-ortodoxă a sârbilor este construită în 1834. Teritoriul comunei Rudna mai include localitățile Crai Nou (în maghiară: Belsőmajor), Ból-puszta, Czernyei-tanya și Feodora (în maghiară: Feodor-tanya). Pe locul numit Ból-puszta se afla în Evul Mediu satul Kisboly, menționat pentru prima dată în 1429 și care, de asemenea, aparținea familiei Rudai Csanád.”
O altă descriere a localității este relatată de Fényes Elek, în 1851: „Rudna, în comitatul Timiș, în apropierea pădurilor și a pajiștilor, cu 22 de locuitori catolici, 2 evanghelici și 998 locuitori ortodocși sârbi, cu o biserică ortodoxă sârbească, cu 48 4/8 de loturi întregi. Proprietarul pământului era familia Nikolics.”
Înainte de Tratatul de la Trianon, localitatea aparținea de comitatul Torontal, regiunea Modoș.
În 1910, avea o populație de 1328 de locuitori, dintre care 1012 erau sârbi, 384 erau maghiari și 176 erau români. Din această populație, 1197 erau de religie ortodoxă, 499 erau catolici romani, iar 15 erau evrei.

## Legături externe

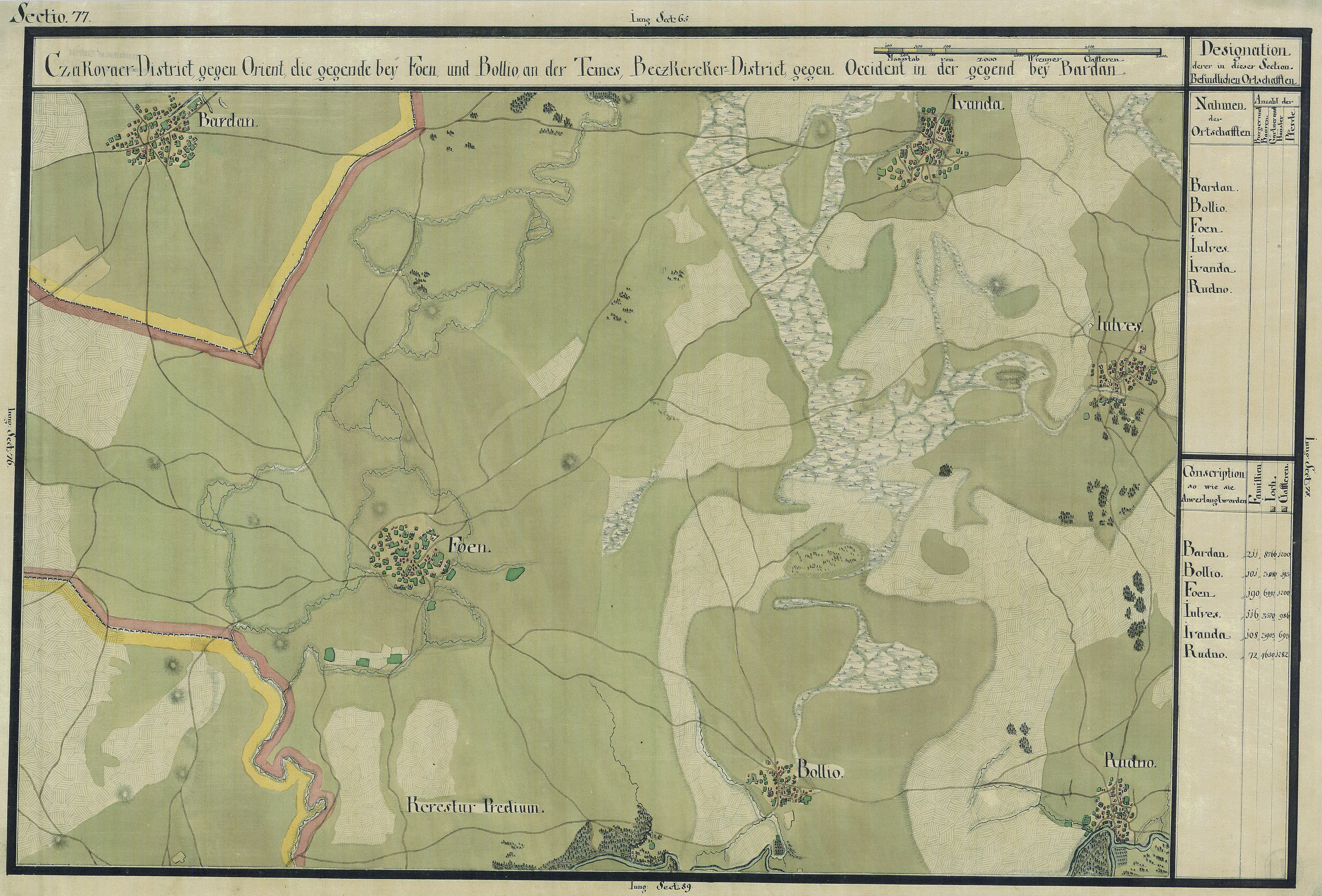
Rudna în Harta Iosefină a Banatului, 1769-72